# 維納斯 (貓)
維納斯（英語：Venus）是美國的一隻雌性貓咪，以其特殊的外表而聞名。牠的臉部毛色分為黑色和棕黃色，兩邊界線分明，有如被畫出一道線般；此外牠雙眼顏色也各不同，因此又稱雙面貓（the Two Face Cat）。
根據報導，維納斯的臉是因為基因組合的關係所致，而眼睛則是由虹膜異色症引起的；同時其主人表示維納斯眼睛的視力很正常，沒有因為特殊的外表而異常。

## 生平
維納斯於2009年出生於美國北卡羅來納州，原是一處農場的流浪貓，後被現今的主人收養，取名為「維納斯」。牠平時還有著搶狗食的興趣。
2012年，因有人在社群網站Reddit上曝光一張維納斯的照片後，立刻引來眾多網友關注，使其爆紅。維納斯的主人隨之幫牠開設了臉書粉絲專頁和Instagram帳戶，使不少粉絲可追蹤牠的行蹤；其粉絲專頁在開通兩周內就已擁有一萬四千多名粉絲，至2015年臉書粉絲已達百萬。牠亦曾擔任過《國家地理雜誌》的模特兒。
有人曾質疑維納斯的外觀是經過修圖軟體修改過的，但其主人表示這隻貓的外觀是100％純自然的，沒有經過Photoshop之類的軟體修圖。

## 外部連結
- 維納斯的網站 （页面存档备份，存于）（英文）
- 維納斯的Instagram帳戶 （页面存档备份，存于）（英文）
- 維納斯的Twitter （页面存档备份，存于）（英文）
- 維納斯 （页面存档备份，存于）的Facebook專頁（英文）